# Добросоцких, Владимир Митрофанович
Влади́мир Митрофа́нович Добросо́цких (1921—1959) — майор Советской Армии, участник Великой Отечественной войны, Герой Советского Союза (1944).

## Биография
Владимир Добросоцких родился 25 июня 1921 года в селе Рудкино (ныне — Хохольский район Воронежской области) в семье крестьянина. После окончания школы-семилетки работал техническим секретарём Гремяченского райкома ВКП(б). В 1940 году Добросоцких был призван на службу в Рабоче-крестьянскую Красную Армию. В 1941 году он окончил Орловское пехотное училище, в 1942 году — курсы усовершенствования командного состава. С июня 1941 года — на фронтах Великой Отечественной войны. К марту 1944 года капитан Владимир Добросоцкий командовал стрелковым батальоном 1040-го стрелкового полка 295-й стрелковой дивизии 28-й армии 3-го Украинского фронта. Отличился во время Березнеговато-Снигирёвской операции.
В ночь с 12 на 13 марта 1944 года батальон Добросоцких переправился через Днепр в районе Херсона, захватил плацдарм на его западном берегу, а затем ворвался на западную окраину Херсона и принял активное участие в уличных боях.
Указом Президиума Верховного Совета СССР от 3 июня 1944 года за «образцовое выполнение боевых заданий командования на фронте борьбы с немецкими захватчиками и проявленные при этом мужество и героизм» капитан Владимир Добросоцких был удостоен высокого звания Героя Советского Союза с вручением ордена Ленина и медали «Золотая Звезда» за номером 3456.
После окончания войны Добросоцких продолжил службу в Советской Армии. В 1955 году в звании майора он был уволен в запас. Проживал и работал в Донбассе, позднее переехал в Воронеж. Умер 11 февраля 1959 года, похоронен на Коминтерновском кладбище Воронежа.
Был также награждён орденом Красного Знамени и рядом медалей.